# Bistra, Črna na Koroškem
Bistra je naselje v Občini Črna na Koroškem; to je naselje samotnih kmetij v dolini in pobočjih nad potokom Bistra južno od Črne na Koroškem.

## NOB
Pod Belo pečjo je bila 12. in 13. maja 1943 konferenca aktivistov koroškega orožja KPS in predstavnikov partizanov Koroškega bataljona. Konferenca je bila pomembna za razvoj NOB na vzhodnem koroškem.
Avgusta 1944 so na območju Bistre začeli graditi partizansko bolnišnico B-11, ki je delovala do februarja 1945.